# Poznasz przystojnego bruneta
Poznasz przystojnego bruneta (ang. You Will Meet a Tall Dark Stranger) – amerykańsko-hiszpańska komedia romantyczna z 2010 roku w reżyserii Woody’ego Allena.

## Obsada
- Anthony Hopkins jako Alfie Shepridge
- Naomi Watts jako Sally Channing
- Antonio Banderas jako Greg Clemente
- Theo James jako Ray
- Freida Pinto jako Dia
- Josh Brolin jako Roy Channing
- Lucy Punch jako Charmaine Foxx
- Gemma Jones jako Helena Shepridge
- Pauline Collins jako Cristal
- Roger Ashton-Griffiths jako Jonathan Wunch
- Ewen Bremner jako Henry Strangler
- Neil Jackson jako Allen
- Celia Imrie jako Enid Wicklow
- Anna Friel jako Iris
- Anupam Kher jako ojciec Dii
- Natalie Walter jako siostra Allena
- Christian McKay jako kumpel od pokera
- Philip Glenister jako kumpel od pokera